# تسخين بالحث

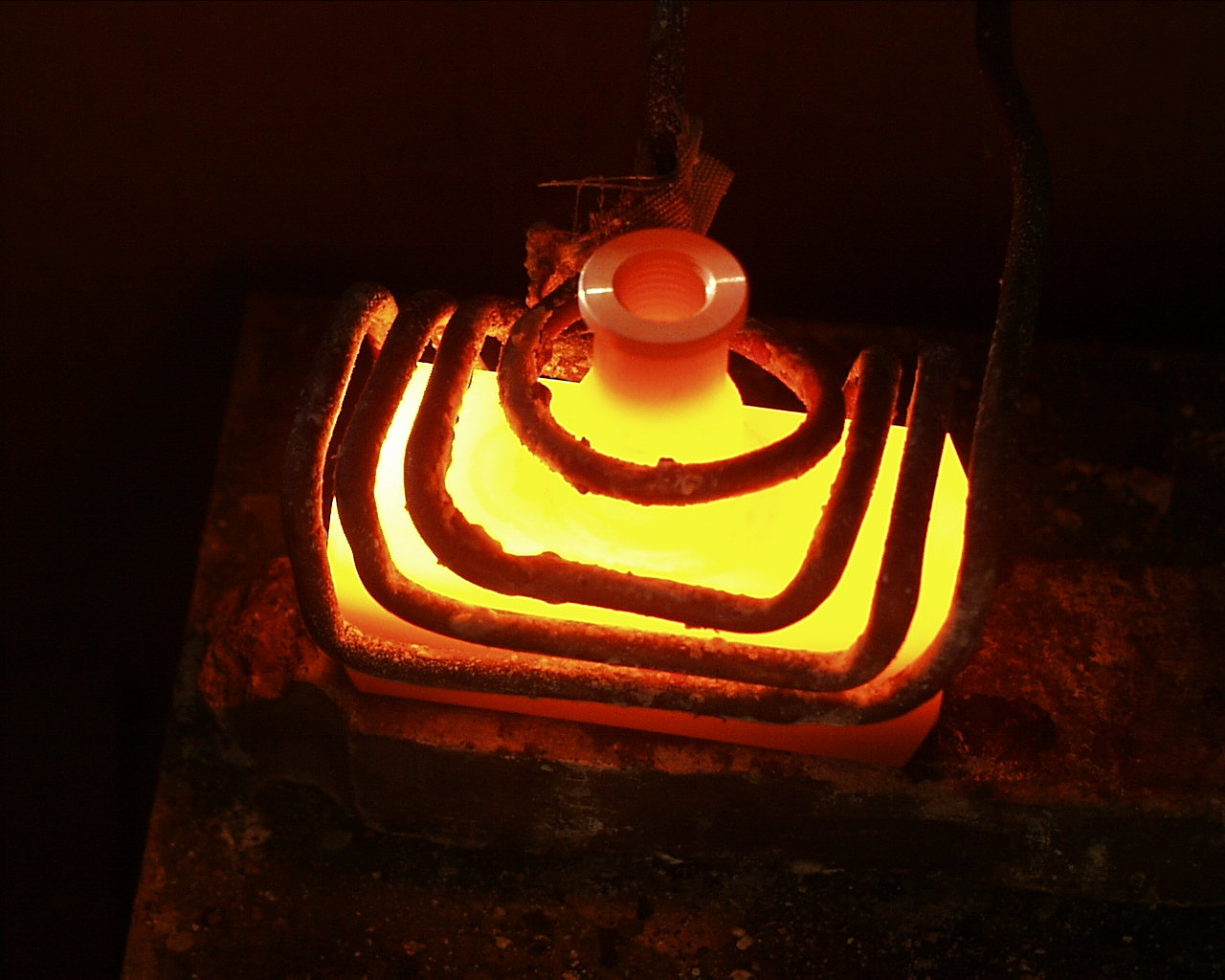
تسخين عبوة معدنية باستخدام تقنية التسخين بالتحريض: تؤدي مقاومة العبوة للتيارات الكهربائية المتدفقة داخلها والناتجة عن المجال المغناطيسي إلى انتاج حرارة تقوم بتسخينها تحت تأثير جول.

التسخين بالتحريض أو بالحث الكهرومغناطيسي (بالإنجليزية: Induction heating)‏ هي تقنية لتسخين المواد باستخدام الحث الكهرومغناطيسي دون الحاجة إلى ملامستها لمصدر الطاقة. حيث تعتمد هذه التقنية على المادة نفسها لتوليد الحرارة. تختلف كفاءة التسخين بناءً على المسافة وموصلية ملف العمل وطبيعة الجسم المراد تسخينه.
يؤدي توليد تيار دوامي متغير عالي التردد في ملف خاص حول المادة، إلى انتقاله أو بالأحرى تبدده في هذه الأخيرة متسببا في توليد الحرارة نتيجة لمقاومة هذه المادة. يرجع كل ذلك إلى اختراق المجال المغناطيسي المتناوب بسرعة الجسم أو المادة (معدن)، مما يولد تيارات كهربائية داخل الموصل تسمى التيارات الدوامة. بتدفق التيارات الدوامة داخل المادة تتولد حرارة ناتجة عن مقاومة المادة نفسها. وهي ميزة مهمة في عملية التسخين باستخدام هذه التقنية، إذ وبدلا مصدر حراري
خارجي يعمل عبر التوصيل الحراري، تتولد الحرارة في هذه الحالة داخل الجسم نفسه، الشئ الذي يسمح بتسخين الأجسام بسرعة كبيرة. بالإضافة إلى ذلك، فليست هناك أي حاجة لوجود أي تلامس، الأمر الذي قد يكون بالغ الأهمية بالنسبة لبعض التطبيقات التي قد يشكل فيها التلوث مشكلة.
يمكن استخدام تقنية التسخين بالتحريض في العديد من التطبيقات الصناعية، على غرار المعالجة الحرارية في مجال التعدين، وعمليات تنمية البلورات عالية النقاوة وكذا الصهر النطاقي المستخدمة في صناعة أشباه الموصلات، ولصهر المعادن الحرارية التي تتطلب درجات حرارة عالية جدا. كما أنها تستخدم أيضا في مواقد التحريض لتسخين عبوات الأغذية؛ وهو ما يسمى الطبخ بالتحريض.

## المزايا
بخلاف تقنية التسخين التقليدية التي تتطلب تلامسا فيزيائيا، فإن للتسخين بالتحريض المغناطيسي عددا من الميزات: 
- تنظيم الحرارة وانتشارها في الجسم المراد تسخينه بدقة. حيث تنتقل الحرارة بسرعة أكبر على طول الجسم مقارنة بالحمل الحراري التقليدي.
- تسخين الأجزاء التي يتعذر الوصول إليها، مثل قطع المعدن المغروسة في الخشب أو البلاستيك أو غيرها، بما في ذلك الفراغ؛
- إمكانية تعديل تردد التسخين أكبر أو أقل وفقا لسماكة الجسم. حيث أنة وكلما زاد تردد المجال المغناطيسي، كلما تشكلت تيارات دوامة أكثر تحريضا في سمك رقيق على سطح الجسم. هذه الخاصية تجعل من الممكن تقسية أجزاء من الفولاذ بشكل سطحي، في حين تعمل كتلة الجسم كمبرد (لا حاجة هنا للمياه ). ما يمكن من تحقيق تصلب للسطح دون التأثير على المرونة الداخلية للجسم، وهي ميزة مناسب جدا في العديد من التطبيقات؛
- توفير المساحة اللازمة لانتاج كمية الحرارة نفسها، مع كمية اشعاع حراري بكثير مقارنة بنظام التسخين التقليدي بالحمل الحراري؛
- ظروف عمل أفضل بدون أوساخ أو دخان بالمقارنة مع أنظمة التسخين التقليدية؛
- الحصول على مردودية أعلى بكثير، مشروطة بانخفاظ في فقدان الحرارة والانبعاثات.

## العيوب
- في حالة سوء الاستخدام، يمكن لهذه التقنية تسخين أشياء أخرى عن غير قصد. لعلاج هذا العيب، يتم اللجوء إلى التبريد بالماء.
- تكاليف اقتناء التقنية المرتفعة للطاقة العالية
- يمكن للحقول الكهرومغناطيسية أن تشكل ازعاجا للبيئة المحيطة، خاصة عندما تكون العازلات في حالة سيئة.

## روابط خارجية
- (بالفرنسية)(بالإنجليزية) شرح آخر لكيفية عمل الحث
- (بالفرنسية) حول التسخين بالتحريض